# NGC 630
NGC 630 ist eine elliptische Galaxie vom Hubble-Typ E/S0 im Sternbild Sculptor am Südsternhimmel. Sie ist schätzungsweise 262 Millionen Lichtjahre von der Milchstraße entfernt und hat einen Durchmesser von etwa 125.000 Lj.
Im selben Himmelsareal befindet sich u. a. die Galaxie NGC 626.
Das Objekt wurde am 23. Oktober 1835 von dem britischen Astronomen John Herschel entdeckt.